# Aprostocetus chapadae
Aprostocetus chapadae är en stekelart som först beskrevs av William Harris Ashmead 1904.  Aprostocetus chapadae ingår i släktet Aprostocetus och familjen finglanssteklar. Inga underarter finns listade i Catalogue of Life.